# La Albuera
La Albuera település Spanyolországban, Badajoz tartományban. La Albuera Badajoz községgel határos. Lakosainak száma 1992 fő (2024).

## Népesség
A település népessége az utóbbi években az alábbiak szerint változott:
| Lakosok száma | 1796 | 1797 | 1833 | 1986 | 2051 | 2029 | 2031 | 2028 | 2026 | 1992 |
|               | 2001 | 2004 | 2006 | 2009 | 2011 | 2014 | 2016 | 2019 | 2021 | 2024 |